# Puerto de Sagunto (APV)
El puerto de Sagunto (localizado junto al núcleo urbano homónimo) está gestionado por la Autoridad Portuaria de Valencia, junto a los recintos de Gandía y Valencia. Se encuentra ubicado aproximadamente a 22 km al norte de Valencia, a 0º13’ longitud oeste y 39º39’ latitud norte. La superficie total del puerto en el año 2014 fue de 2 308 729 m². Para sus operaciones comerciales, el puerto de Sagunto dispone de 6 muelles con un total de 5.103 metros de línea de atraque.
El recinto está unido mediante la CV 309 y la V-23 a la Red de Interés General, desde donde se accede a la AP-7 y a la A-23 que le conectan con el resto de la península. Asimismo, dispone de infraestructura ferroviaria privada, propiedad de ArcelorMittal, que desde el Muelle Sur se conecta a la Red Ferroviaria de Interés General.
Aunque tradicionalmente el puerto del Puerto de Sagunto ha estado especializado en el tráfico de productos siderúrgicos, este recinto portuario se ha abierto a nuevos tráficos como el gas natural, los contenedores o los automóviles.

## Historia
Las raíces del comercio marítimo de Sagunto se pueden encontrar en el seno de las civilizaciones íberas y romanas que allí estuvieron asentadas, existiendo vestigios arqueológicos que acreditan su importancia. El puerto actual tiene su origen en la autorización administrativa otorgada el 11 de agosto de 1902 a la Compañía Minera de Sierra Menera, para construir un embarcadero en la playa del Puerto de Sagunto para la carga de minerales procedentes de sus minas de Ojos Negros y Setiles, en Teruel. Su desarrollo ha estado muy ligado a las actividades del sector siderometalúrgico a lo largo del siglo XX.
Desde su fecha de fundación se han venido realizando diversas ampliaciones de la superficie operativa para atender el creciente tráfico de productos siderúrgicos de empresas como Sierra Menera, Compañía Siderúrgica del Mediterráneo, Altos Hornos de Vizcaya y Altos Hornos del Mediterráneo y, más recientemente, para acoger una mayor diversidad de tipo de mercancías.
En 1985, como consecuencia del Real Decreto 2100, el puerto de Sagunto pasó a integrarse en el ámbito de gestión del entonces Puerto Autónomo de Valencia, hoy Autoridad Portuaria de Valencia.

## Tráficos
El puerto del Puerto de Sagunto se encuentra dedicado a tráficos como graneles líquidos y sólidos, siderurgia, tráfico marítimo de corta distancia o short-sea-shipping y tráfico ro-ro. 
| Mercancía                           | Total               |
| ----------------------------------- | ------------------- |
| Granel líquido                      | 2.552.205 toneladas |
| Granel sólido                       | 1.133.941 toneladas |
| Mercancía General no containerizada | 2.314.206 toneladas |
| Mercancía General containerizada    | 552.053 toneladas   |
| Pesca                               | 260 toneladas       |
| Avituallamiento                     | 15.775 toneladas    |
| Total tráfico                       | 6.568.440 toneladas |
| Total TEU                           | 60.914 TEU          |
| Total vehículos                     | 193.168 unidades    |

## Instalaciones
El puerto del Puerto de Sagunto dispone de tres terminales polivalentes, instalaciones para el tráfico de automóviles y carga rodada así como una planta de regasificación.

## Integración puerto-ciudad
El 29 de diciembre de 2009 se celebró en el palacio municipal de Sagunto la firma de un convenio de colaboración entre el entonces presidente de la Autoridad Portuaria de Valencia, Rafael Aznar y el alcalde de Sagunto de la época, Alfredo Castelló. Con este acuerdo suscrito entre ambas instituciones, se pretendía promover la mejora de la integración urbana del puerto comercial en las Zonas Norte y Sur. En el año 2021 y habiendo transcurrido 12 años desde la firma del convenio, todavía no se ha ejecutado ninguna obra de la prometida integración puerto-ciudad.
La cláusula séptima es la que se refiere al mantenimiento del pantalán en los siguientes términos: «La Autoridad Portuaria se compromete a estudiar el estado de conservación del pantalán y llevar a cabo los trabajos de mantenimiento que correspondan, atendidas sus disponibilidades presupuestarias, de manera que dicho pantalán o Área A1 resulte atractiva para el futuro concesionario de los espacios de la marina en la que quedará integrada; todo ello, sin perjuicio de las mejoras o nuevos servicios que dicho concesionario pudiera dar a la mencionada zona como resultado del correspondiente concurso público y su adjudicación. Hasta tanto dicha marina sea una realidad, la Autoridad Portuaria facilitará el acceso público peatonal y no motorizado a la zona, en la medida en que el estado de conservación y los trabajos de mantenimiento lo permitan». 
Sin embargo, el deficiente y ruinoso estado que el pantalán venía sufriendo a lo largo de muchos años, junto a una fuerte Dana y a una borrasca llamada Gloria, ocasionaron que el pantalán sufriera fuertes daños, acabando con dos de sus vanos destruidos por el mar. En diciembre de 2019, cuando una DANA azotó con virulencia la costa valenciana e hizo que colapsara el vano 1 del primer tramo del pantalán. Un mes después, en enero de 2020, la borrasca Gloria – con olas de más de 7 metros frente a la costa saguntina - agravó la situación y generó la destrucción de los vanos 19 y 20 de la ya maltrecha estructura.
Además, se produjo “el agotamiento de pilotes metálicos” en el 12% de las cimentaciones, desplazamientos en el tablero y el 59% de los elementos (tablero y pilotes) presentaron incrementos de armaduras vistas, según se indica en el estudio “Análisis de la evolución del deterioro y de viabilidad estructural del Pantalán de Sierra Menera (Sagunto) después de la DANA de diciembre de 2019 y del Temporal Gloria de enero de 2020” elaborado para la APV por “FHECOR Ingenieros Consultores”.
Ha pasado más de una década desde que se firmara este acuerdo entre el Ayuntamiento de Sagunto y la Autoridad Portuaria de Valencia, sin embargo, hasta la fecha el incumplimiento es palmario. El abandono del pantalán, desde hace años, es más que evidente, lo que demuestra el total incumplimiento por parte de la APV de su compromiso contraído con la firma del citado convenio. En cuanto a la integración puerto-ciudad, tampoco se ha avanzado nada.
La Autoridad Portuaria de Valencia ha desarrollado una política activa de integración puerto-ciudad mediante la firma de diversos convenios con el Ayuntamiento y colaboraciones con entidades del entorno más próximo. El convenio actual entre el municipio y el puerto firmado en 2009 contempla la apertura a la ciudadanía de una parte del recinto portuario, en la zona norte del puerto, sin embargo todavía no se ha ejecutado. Asimismo, se está trabajando conjuntamente en la posibilidad de adoptar las medidas y trámites necesarios para hacer viable la recuperación, rehabilitación y puesta en valor del área del Grau Vell. Otro de los puntos del convenio consiste en la restauración del Pantalán, para el que se han destinado 9 millones de euros en diferentes fases. Tal como se ha señalado anteriormente, la estructura del Pantalán quedó dañada tras los temporales de enero de 2020 y muy especialmente por la borrasca Gloria.
Sagunto cuenta con un comité asesor, presidido por el alcalde de la ciudad, que se integra dentro de la Comisión Delegada del Consejo de Administración de la APV para el impulso de la Integración Territorial Puerto-Ciudad.